# 체리 라이프 (난수방송)
체리 라이프(Cherry Ripe) 간격 신호로 영국의 민속요인 체리 라이프를 이용하는 강력한 단파 난수 방송의 이름이다. 이 방송국은 호주에서 방송하고 있으며 영국 비밀정보부가 소유하고 있는 것으로 추측한다. 이전에는 괌 섬에서 방송하고 있었던 것으로 추측한다. 이 방송은 전자 합성된 영국 억양의 영어를 불러주는 여성 목소리며, "3-5-7-6-1"와 같이 5개 숫자를 묶어서 말하며 마지막 숫자에는 악센트를 더한다. 이 방송국이 방송하는 난수는 일회용 패드를 이용하여 암호를 푸는 방식이며, 다른 국가의 요원들을 위해 말해주는 것으로 보인다.
체리 라이프는 더 유명하고 활동을 활발히 했던 링컨셔 포처와 비슷하게 간격 신호로 영국 민요를 이용하고 몇 번 반복한다. 링컨셔 포처는 오랫동안 영국이 이용하고 키프로스의 RAF 아크로티리의 영국 공군 기지에서 방송하고 있는 것으로 추측된다. 간격 신호와 난수 형식, 방송 목소리 등이 두 방송국이 모두 똑같으며, 링컨셔 포처는 2008년 7월 이후 더 이상 방송하지 않는다. 2009년 12월 체리 라이프 또한 더 이상 방송하지 않는 것으로 보인다.

## 시간표
이 시간표는 2006년 1월 기준의 시간표이다. 모든 시간은 세계 협정시(UTC)이며, 주파수는 MHz이다.
|       | 일요일 ~ 금요일      |
| ----- | -------------------- |
| 00:00 | 18.864 21.866        |
| 01:00 | 19.884 21.866        |
| 10:00 | 20.474 23.461        |
| 11:00 | 18.864 23.461 14.730 |
| 12:00 | 18.864 23.461        |
| 13:00 | 18.864 21.866        |
| 14:00 | 18.864 20.707        |
| 22:00 | 18.864 24.644        |
| 23:00 | 18.864 21.866        |